# ジェイソン・ドーリング
ジェイソン・ドーリング（Jason Dohring, 1982年3月30日 - ）は、アメリカ合衆国の俳優。

## 略歴
オハイオ州トレド出身。父親はネオペットなどを運営するドーリング社（Dohring Company）の経営者。5人兄弟の長男だが、下の4人は男子の双子と女子の双子である。
子供のころからテレビに出演し、これまで『ベイウォッチ』、『ロズウェル - 星の恋人たち』、『コールドケース 迷宮事件簿』、『ボストン・パブリック』などに出演。2004年からレギュラー出演した『ヴェロニカ・マーズ』のローガン役で広く知られるようになる。同年、ローレンという女性と結婚。
2009年には、『セックス・アンド・ザ・シティ』で知られるサラ・ジェシカ・パーカー製作のテレビ映画『The Washingtonienne』（ワシントンの女という意味）へ出演した。

## 主な出演作品

### 映画
| 年   | 日本語題 原題                                     | 役名                 | 備考       |
| ---- | ------------------------------------------------- | -------------------- | ---------- |
| 1994 | リトル・レックス Prehysteria! 2                   |                      | ビデオ映画 |
| 1998 | ディープ・インパクト Deep Impact                  | ジェイソン           |            |
| 2000 | 走れ!おしゃべり馬 ひみつの必勝作戦 Ready to Run   |                      | テレビ映画 |
| 2003 | ブラック・キャデラック Blackcadillac              | ロビー               |            |
| 2014 | ヴェロニカ・マーズ ［ザ・ムービー］ Veronica Mars | ローガン・エコールス |            |

### テレビシリーズ
| 年        | 日本語題 原題                                 | 役名                   | 備考                                            |
| --------- | --------------------------------------------- | ---------------------- | ----------------------------------------------- |
| 2002-2003 | ボストン・パブリック Boston Public            | イアン・ブリッジマン   | 計2話出演                                       |
| 2004      | コールドケース 迷宮事件簿 Cold Case           | ドミニク・ラサール     | 第1シーズン第22話「プラン」                     |
| 2004-2007 | ヴェロニカ・マーズ Veronica Mars              | ローガン・エコールス   | 計64話出演                                      |
| 2010      | ライ・トゥ・ミー 嘘は真実を語る Lie to Me     | マーティン・ウォーカー | 第2シーズン第11話「悪魔の微笑」                 |
| 2010      | CSI:科学捜査班 CSI: Crime Scene Investigation | ダニー・ナガノ         | 第10シーズン第12話「1/100万のマジックショット」 |
| 2011-2012 | リンガー 〜2つの顔〜 Ringer                   | ミスター・カーペンター | 計9話出演                                       |
| 2012      | スーパーナチュラル Supernatural               |                        | 第7シーズン第12話「時を超える殺人者」           |

### ゲーム
- キングダム ハーツ シリーズ - テラ（声の出演）